# Гран, Нэнси Ли
Нэнси Ли Гран (англ. Nancy Lee Grahn, варианты написания — Нэнси Грэн, Нэнси Ли Грэн; род. 28 апреля 1958 или 28 апреля 1956, Скоки, Иллинойс) — американская актриса

, известная благодаря ролям в мыльных операх.

## Ранняя жизнь
Нэнси была второй из трех дочерей Роберта и Барбары Гран. Впервые она ступила на сцену школьного, а затем местного театра Скоки в подростковом возрасте. После окончания школы Нэнси работала в театре Гудмэн в Чикаго, затем продолжила образование в Нью-Йорке.

## Карьера
Первой ролью Гран стал эпизод в сериале «Маленький домик в прериях», позже она получила роль Беверли Уилкс в мыльной опере «Одна жизнь чтобы жить».
В 1982 году Гран переехала в Лос-Анджелес и активно снимается в вечерних сериалах. В 1985 году она присоединилась к звёздному составу сериала NBC «Санта-Барбара». Роль адвоката Джулии Уэйнрайт Кэпвелл, феминистки, матери-одиночки и просто любящей женщины, принесла ей премию «Эмми» в 1989 году, три премии журнала Soap Opera Digest и приз Soap Opera Update’s — Most Valuable Player. Любовная линия Джулия — Мейсон продолжалась и держалась на Нэнси Гран, в то время как до окончания «Санта-Барбары» в 1993 году сменилось три актера, игравших Мейсона (Лейн Дэвис; Терри Лестер, Гордон Томсон).
В 1996 году Нэнси Гран начала сниматься в сериале «Главный госпиталь». Роль адвоката Алексис Дэвис, она же Наташа Кассадин, стала очередной удачей актрисы. В 2000, 2003, 2004 и 2005 годах Нэнси номинировалась на «Эмми», в 2002 году она вновь получила приз журнала Soap Opera Digest, а в 2003 году поклонники признали её лучшей актрисой сериала.
В 1998 году у Нэнси родилась дочь Кэтрин Грэйс Ли Гран.
В 2005—2006 годах Нэнси была телеведущей ток-шоу SOAPnet.
Нэнси Гран успешно занимается политикой и благотворительностью. В том числе она помогает детям, ставшим жертвами инцеста, а также семьям алкоголиков и инвалидам. В 2007 году Нэнси Алексис пережила химиотерапию от диагностированного ей рака лёгкого. Нэнси активно ведёт просветительскую работу и оказывает помощь больным раком.

## Фильмография
| Год       |    | Русское название                      | Оригинальное название                     | Роль                     |
| --------- | -- | ------------------------------------- | ----------------------------------------- | ------------------------ |
| 1980      | с  | Маленький домик в прериях             | Little House on the Prairie               | девушка в салуне         |
| 1980—1982 | с  | Одна жизнь, чтобы жить                | One Life to Live                          | Беверли Уилкс            |
| 1982      | с  | Невероятный Халк                      | The Incredible Hulk                       | Пэтти Ноултон            |
| 1982      | с  | Частный детектив Магнум               | Magnum, P. I.                             | Уэнди Гилберт            |
| 1982      | с  | Медэксперт Куинси                     | Quincy M.E.                               | медсестра Мелани Дюмонт  |
| 1982      | с  | Феникс                                | The Phoenix                               | Холли                    |
| 1982      | с  | Саймон и Саймон                       | Simon & Simon                             | Джоан                    |
| 1982      | с  | Рыцарь дорог                          | Knight Rider                              | Джейн Адамс              |
| 1985      | тф | Без ума от замужней дамы              | Obsessed with a Married Woman             | Бьянка                   |
| 1985      | тф | Дети не говорят                       | Kids Don’t Tell                           | кукольница               |
| 1985      | тф | Улицы правосудия                      | Streets of Justice                        | молодой юрист            |
| 1985—1986 | с  | Она написала убийство                 | Murder, She Wrote                         | Шейла Саксон / Эрин Кэри |
| 1985—1993 | с  | Санта-Барбара                         | Santa Barbara                             | Джулия Уэйнрайт Кэпвелл  |
| 1986      | с  | Магия Блэка                           | Blacke’s Magic                            | майор Кроуфорд           |
| 1990      | тф | —                                     | The Girl Who Came Between Them            | Дженн                    |
| 1991      | тф | Перри Мейсон: Дело о стеклянном гробе | Perry Mason: The Case of the Glass Coffin | Кейт Форд                |
| 1993      | с  | Хорошие времена, плохие времена       | Gute Zeiten, Schlechte Zeiten             | Нэнси Тейлор             |
| 1994      | с  | Вавилон-5                             | Babylon 5                                 | Шаал Майан               |
| 1994      | с  | Агентство моделей                     | Models, Inc.                              | детектив Тауэрс          |
| 1995      | с  | Робин Гуды                            | Robin’s Hoods                             | Ребекка Филлипс          |
| 1995      | ф  | Дети кукурузы 3: Городская жатва      | Children of the Corn III: Urban Harvest   | Аманда Портер            |
| 1995      | с  | Отступник                             | Renegade                                  | Лайза                    |
| 1995—1996 | с  | Одно убийство                         | Murder One                                | Лайза                    |
| 1996      | с  | Диагноз: убийство                     | Diagnosis Murder                          | Терри Майклс             |
| 1996—2019 | с  | Главный госпиталь                     | General Hospital                          | Алексис Дэвис            |
| 1997      | с  | Мелроуз-Плейс                         | Melrose Place                             | Дениз Филдинг            |
| 1997—1999 | с  | Седьмое небо                          | 7th Heaven                                | директор Рассел          |
| 2000      | с  | Порт Чарльз                           | Port Charles                              | Алексис Дэвис            |
| 2013      | с  | Касл                                  | Castle                                    | Саманта Восс             |